# Świadomość historyczna
Świadomość historyczna – część świadomości narodowej obejmująca wiedzę i wyobrażenia o przeszłości własnego narodu i kraju na tle historii ogólnej. Składają się na nią: znajomość procesu kształtowania się własnego narodu, jego historycznych losów, osiągnięć i niepowodzeń, wiedza o jego rozwoju cywilizacyjnym i kulturowym. Świadomość historyczna wpływa na aktywny stosunek do przeszłości narodowej, pozwalający na wyrobienie sobie własnego zdania - krytykującego bądź aprobującego dane wydarzenie historyczne, kształtujące poczucie obowiązku i współodpowiedzialności za losy własnego państwa. Stan świadomości hist. ma wpływ na sposób myślenia historycznego, którego cechą jest umiejętność łączenia wiedzy o przeszłości z wiedzą o teraźniejszości, w celu prawidłowego prognozowania przyszłości. Do pogłębienia świadomości historycznej przyczynia się wiedza historyczna. Odpowiednimi podmiotami odpowiedzialnymi za kształtowanie świadomości historycznej są dom rodzinny, szkoła, odp. literatura oraz właściwe mass media.

## Patrz też
- Polityka historyczna